# Marina Hegering
Marina Hegering (Bocholt, 1990. május 17. –) német válogatott női labdarúgó, a Bayern München játékosa.

## Pályafutása

### Klubcsapatokban
1995 és 2007 között a DJK SV Lowick korosztályos csapataiban nevelkedett. 2007-ben került az FCR 2001 Duisburg együtteséhez és augusztus 19-én debütált a Hamburger SV csapata ellen. 2018. szeptember 28-án első bajnoki gólját szerezte meg a TSV Crailsheim csapata ellen. 2010. március 10-én mutatkozott be az UEFA Női Bajnokok Ligájában az angol Arsenal ellen és ezen a találkozón gólt jegyzett. 2011-ben a Bayer Leverkusen játékosa lett. 2013. április 17-én az SC 07 Bad Neuenahr ellen mutatkozott be új klubjában. 2017-ben az SGS Essen klubjába igazolt. 2020 nyarán aláírt a Bayern München csapatához.

### A válogatottban
Részt vett a 2008-as és a 2010-es U20-as női labdarúgó-világbajnokságon, valamint bekerült a 2019-es női labdarúgó-világbajnokságon résztvevő keretbe.

## Sikerei, díjai

### Klub
- FCR 2001 Duisburg:
  - Német kupagyőztes: 2008–09, 2009–10
- Bayern München
  - Bundesliga: 2020–21

### Válogatott
- Németország U20
  - U20-as női labdarúgó-világbajnokság: 2010

### Egyéni
- - Fritz Walter-medál – aranyérmes: 2009